# The Six Wives of Henry VIII (album)
The Six Wives of Henry VIII je sólové studiové album britského klávesisty Ricka Wakemana. Jeho nahrávání probíhalo mezi únorem a říjnem roku 1972 v londýnských studiích Morgan Studios a Trident Studios, přičemž produkce se ujal sám Wakeman. Album vyšlo v lednu 1973 u vydavatelství A&M Records. Jde o konceptuální album zaobírající se šesti manželkami krále Jindřicha VIII. Po vydání se album umístilo na sedmém místě v žebříčku UK Albums Chart a na
30. místě v Billboard 200. Album získalo zlatou desku od RIAA.

## Seznam skladeb
| Strana 1 (LP) | Strana 1 (LP)       | Strana 1 (LP) | Strana 1 (LP) |
| Pořadí        | Název               | Autor         | Délka         |
| ------------- | ------------------- | ------------- | ------------- |
| 1.            | Catherine of Aragon | Wakeman       | 3:44          |
| 2.            | Anne of Cleves      | Wakeman       | 7:53          |
| 3.            | Catherine Howard    | Wakeman       | 6:35          |

| Strana 2 (LP) | Strana 2 (LP)                                     | Strana 2 (LP)          | Strana 2 (LP) |
| Pořadí        | Název                                             | Autor                  | Délka         |
| ------------- | ------------------------------------------------- | ---------------------- | ------------- |
| 1.            | Jane Seymour                                      | Wakeman                | 4:46          |
| 2.            | Anne Boleyn 'The Day Thou Gavest Lord Hath Ended' | Wakeman, E. J. Hopkins | 6:32          |
| 3.            | Catherine Parr                                    | Wakeman                | 7:06          |

## Obsazení
- Rick Wakeman – Minimoog, Mellotron, syntezátory, Hammondovy varhany, cembalo, kostelní varhany
- Bill Bruford – bicí (A1, B2)
- Ray Cooper – perkuse (A1, B2)
- Dave Cousins – elektrické banjo (A3)
- Chas Cronk – basová kytara (A3)
- Barry de Souza – bicí (A3)
- Mike Egan – kytara (A1, A2, B2, B3)
- Steve Howe – kytara (A1)
- Les Hurdle – baskytara (A1, B2)
- Dave Lambert – kytara (A3)
- Laura Lee – zpěv (B2)
- Sylvia McNeill – zpěv (B2)
- Judy Powell – zpěv (A1)
- Frank Ricotti – perkuse (A2, A3, B3)
- Chris Squire – basová kytara (A1)
- Barry St. John – zpěv (A1)
- Liza Strike – zpěv (A1, B2)
- Alan White – bicí (A2, B1, B3)
- Dave Winter – basová kytara (A2, B3)